# Thomas Burke (artiste)
Pour les articles homonymes, voir Thomas Burke (homonymie) et Burke.
Thomas Burke est un graveur irlandais, né à Dublin en 1749, et mort à Londres le 31 décembre 1815.

## Biographie
Il a suivi les cours de Robert West des Dublin Society Drawing Schools. Il a étudié la manière noire, ou mezzo-tinto, avec John Dixon, soit quand ce dernier était à Dubin, soit à Londres. Il vient à Londres en 1770. Il y a utilisé la manière noire entre 1771 et 1775.
La plupart des gravures en mezzo-tinto ont été faites d'après les tableaux d'Angelica Kauffmann.
Il a aussi pratiqué la méthode de gravure en manière de crayon popularisée par Francesco Bartolozzi.
William Wynne Ryland lui a montré la méthode de gravure au pointillé. Il a utilisé cette méthode pour réaliser des gravures d'après les tableaux d'Angelica Kauffmann qui appréciait leurs qualités. Il a réalisé un grand nombre de gravures d'après ses peintures.
Burke a préféré travailler pour des éditeurs et a rarement graver des œuvres personnelles.
En 1789, il a gravé un dessin de Louis Marie Sicard, Oh, che boccone ! (Oh, le beau morceau !).
Il est célèbre par la gravure du tableau Le Cauchemar de Johann Heinrich Füssli faite en janvier 1783.

### Biographie
- Michael Huber, Manuel des curieux et des amateurs de l'art: contenant une notice abrégée des principaux graveurs, tome 9, École anglaise, p. 293-294, Chez Orell, Fussli & Compagnie, Zurich, 1808 (lire en ligne).
- (en) Louis Alexander Fagan, « Burke, Thomas (1749-1815) » dans Dictionary of National Biography, vol. 60, Londres : Smith, Elder & Co., 1886, p. 368.
- (en) Samuel Redgrave, Dictionary of Artists, 1878.
- (en) Art Encyclopedia. The Concise Grove Dictionary of Art, Oxford University Press, 2007.
- (en) John Chaloner Smith, British Mezzotinto Portraits, Part I, p. 133-136, Henry Sotheran & Co, Londres, 1878 (lire en ligne).